# Dream 10
O Dream 10: Welter Weight Grand Prix 2009 Final Round  foi um evento de MMA da série DREAM promovido pela Fighting and Entertainment Group(FEG)no dia 20 de Julho de 2009. O evento teve oito lutas, entre elas a final do GP Meio Médios 2009.

## Confrontos

### Luta reserva Grand Prix dos Meio Médios 2009
- Seichi Ikemoto vs.  Tarec Saffiedine

Saffiedine vence por Decisão unanime.

### Semi-finais Grand Prix dos Meio Médios 2009
- Hayato Sakurai vs.  Marius Zaromskis

Zaromskis vence por TKO (Chute e socos) no 1º Round.
- Jason High vs.  André Galvão

High vence por Decisão dividida.

### Confronto dos Leves
- Andre Dida vs.  Katsunori Kikuno

Kikuno vence por TKO (socos) no 1º Round.

### Confronto dos Médios
- Paulo Filho vs.  Melvin Manhoef

Filho vence por Submission (Chave de braço) no 1º Round.
- Dong Sik Yoon vs.  Jesse Taylor

Taylor vence por TKO (ferimento) no 1º Round.

### Confronto dos Leves
- Vitor Ribeiro vs.  Shinya Aoki

Aoki vence por Decisão unanime.

### Final Grand Prix dos Meio Médios 2009
- Marius Zaromskis vs.  Jason High

Zaromskis vence por KO (Chute na cabeça) no 1º Round, Tornando-se o Primeiro Campeão Meio Médio do DREAM.

## Welterweight Grand Prix 2009 Bracket
|  | First round    | First round      | First round    |                |                  | Semifinals       | Semifinals | Semifinals |  |  | Final | Final | Final |  |
|  |                |                  |                |                |                  |                  |            |            |  |  |       |       |       |  |
|  | Japão          | Seiichi Ikemoto  |                |                |                  |                  |            |            |  |  |       |       |       |  |
|  | Japão          | Seiichi Ikemoto  |                |                |                  |                  |            |            |  |  |       |       |       |  |
|  | Lituânia       | Marius Zaromskis | W Dec          |                |                  |                  |            |            |  |  |       |       |       |  |
|  | Lituânia       | Marius Zaromskis | W Dec          |                | Lituânia         | Marius Zaromskis | W TKO      |            |  |  |       |       |       |  |
|  |                |                  |                |                | Lituânia         | Marius Zaromskis | W TKO      |            |  |  |       |       |       |  |
|  |                |                  | Japão          | Hayato Sakurai |                  |                  |            |            |  |  |       |       |       |  |
|  | Japão          | Hayato Sakurai   | Japão          | Hayato Sakurai | W TKO            |                  |            |            |  |  |       |       |       |  |
|  | Japão          | Hayato Sakurai   |                |                |                  |                  |            |            |  |  |       |       |       |  |
|  | Japão          | Shinya Aoki      |                |                |                  |                  |            |            |  |  |       |       |       |  |
|  | Japão          | Shinya Aoki      |                | Lituânia       | Marius Zaromskis | W KO             |            |            |  |  |       |       |       |  |
|  |                |                  |                |                |                  |                  |            |            |  |  |       |       |       |  |
|  |                |                  | Estados Unidos | Jason High     |                  |                  |            |            |  |  |       |       |       |  |
|  | Japão          | Yuya Shirai      | Estados Unidos | Jason High     |                  |                  |            |            |  |  |       |       |       |  |
|  | Japão          | Yuya Shirai      |                |                |                  |                  |            |            |  |  |       |       |       |  |
|  | Estados Unidos | Jason High       | W Sub          |                |                  |                  |            |            |  |  |       |       |       |  |
|  | Estados Unidos | Jason High       | W Sub          |                | Estados Unidos   | Jason High       | W Dec      |            |  |  |       |       |       |  |
|  |                |                  |                |                | Estados Unidos   | Jason High       | W Dec      |            |  |  |       |       |       |  |
|  |                |                  | Brasil         | Andre Galvao   |                  |                  |            |            |  |  |       |       |       |  |
|  | Canadá         | John Alessio     | Brasil         | Andre Galvao   |                  |                  |            |            |  |  |       |       |       |  |
|  | Canadá         | John Alessio     |                |                |                  |                  |            |            |  |  |       |       |       |  |
|  | Brasil         | Andre Galvao     | W Sub          |                |                  |                  |            |            |  |  |       |       |       |  |